# يوم الغضب السعودي
يوم الغضب السعودي أو ثورة حنين هي دعوة للمظاهرات وللاحتجاجات في المملكة العربية السعودية في يوم الجمعة 11 مارس 2011 .

## خلفية
ظهرت الدعوات للاحتجاجات في السعودية في البداية متأثرة بيوم الغضب المصري 25 يناير ويوم الغضب الليبي 17 فبراير اللتي تأثرت بدورها بالثورة التونسية وتحولت أيام الغضب في مصر وليبيا لاحقاً إلى ثورة 25 يناير وثورة 17 فبراير.

## الجهات الداعية للإحتجاجات في 11 مارس
هي صفحات ومجموعات غير معروفة المصدر ظهرت في فبراير 2011 على موقع التواصل الاجتماعي فيسبوك يديرها مجهولون وبأسماء مستعارة وحصلت على إعجاب عشرات الآلاف من مستخدمي الفيسبوك غير معروفي الجنسيات، أبرزها صفحة ثورة حنين وصفحة ائتلاف الشباب الأحرار وساندت الدعوة إلى هذه الاحتجاجات شخصيات من المعارضة السعودية في الخارج مثل سعد الفقيه الأمين العام للحركة الإسلامية للإصلاح ومحمد المسعري الأمين العام لحزب التجديد الإسلامي وحمزة الحسن أحد مؤسسي حركة خلاص في الجزيرة العربية وساند الدعوات للاحتجاج أيضاً نشطاء يعيشون في الداخل عرفوا فيما بعد مثل محمد الودعاني وخالد الجهني، وتراوحت تلك الدعوات للاحتجاج ما بين المطالبة بإسقاط النظام وما بين المطالبة بالإصلاح السياسي.

## الاحتجاجات التي سبقت الدعوات
قبل الدعوة للاحتجاج في 11 مارس، خرجت مظاهرات غير مرتبطة بتلك الدعوة أولها في يوم 28 يناير من عام 2011 تظاهر المئات في مدينة جدة احتجاجاً على سوء البنية التحتية التي أدت إلى سيول جدة 2011، وقد انطلقت المظاهرة بعد صلاة الجمعة في شارع التحلية، وحدثت اشتباكات بين المتظاهرين والأمن وقام الأمن باعتقال 30 شخص بينهم امرأة كانت موجودة في المظاهرة، وأغلق الأمن الطرق المؤدية إلى مكان الاحتجاج، ونظمت المظاهرة بعد أن أرسلت رسائل جماعية في هواتف البلاك بيري لدعوة سكان جدة للتظاهر وفي رسائل أخرى دعت لإضراب عام في مدينة جدة في يوم السبت  وفي يوم 5 فبراير من عام 2011 تظاهرت أكثر من 40 امرأة من أهالي وذوي المعتقلين السياسيين والموقوفين الأمنيين بقضايا الإرهاب أمام مقر وزارة الداخلية السعودية في العاصمة الرياض  وفي يوم الخميس 17 فبراير من عام 2011 تظاهر أكثر من 300 شخص في قرية العوامية ذات الأغلبية الشيعية شرق السعودية للمطالبة بالإفراج عن أشخاص مسجونون منذ 1996 على خلفية تفجير أبراج الخبر، وحضرت أكثر من عشرين سيارة تابعة لقوات مكافحة الشغب السعودية لتفريق المظاهرة.

## التمهيد لإحتجاجات 11 مارس
قام الناشط محمد الودعاني بالدعوة لمظاهرات وصفها بأنها ستكون ممهدة ليوم الغضب في 11 مارس، وقام في أواخر فبراير 2011 بنشر مقطعا على يوتيوب يدعو فيه إلى «المجاهرة بالرغبة في إسقاط الملكية» ثم نشر بعده مقاطع أخرى تدعو لثلاث مظاهرات: الأولى أطلق عليها اسم «جمعة الحشد» وتكون بعد صلاة جمعة 4 مارس أمام مسجد الراجحي في مدينة الرياض والثانية في 7 مارس في ما سُمّي «اثنين الوفاء للمعتقلين» وتكون في ميدان القاهرة بالعاصمة الرياض والمظاهرتان هدفهما الحشد للمظاهرة الثالثة التي سُمّيت «يوم الغضب» و«ثورة حنين» في 11 مارس. قبل يوم واحد من موعد المظاهرة نشر الودعاني مقطعا أكد فيه التزامه بالدعوة للتظاهر وقال فيه «لأننا نرفع شعار إسقاط الملكية ولخوف الكثيرين من تأييد هذا الشعار فلا بأس أن أقف وحيدا». وفي يوم المظاهرة اللذي أطلق عليها «جمعة الحشد» وبعد نهاية صلاة الجمعة وقف محمد الودعاني حاملا لافتة مكتوب عليها «شباب 4 مارس» فأحاطت به مجموعة ممن يعتقد أنهم رجال شرطة بلباس مدني وأمسكوا به لكنه تمكن من الفرار منهم وعاد مجددا بين الحشد حاملا لافتة أخرى فعادوا وألقوا القبض عليه. وبالتزامن مع المظاهرة اللتي نظمها محمد الودعاني في 4 مارس بعد صلاة الجمعة خرجت مظاهرات في محافظة القطيف ومحافظة الأحساء للمطالبة بالإفراج عن رجل دين شيعي يدعى توفيق العامر. وفي الخميس يوم 10 مارس الذي يسبق ما أطلق عليه يوم الغضب السعودي بيوم واحد فقط أطلقت الشرطة النار على بعض المحتجين بالقطيف حيث نزل نحو من 600 إلى 800 من المحتجين، وجميعهم من الشيعة ومن بينهم نساء، إلى شوارع مدينة القطيف للمطالبة بإطلاق سراح تسعة سجناء شيعة متهمين بتفجير أبراج الخبر منذ عام 1996. بحسب رواية متظاهرين حين وصلت التظاهرة إلى مركز المدينة وقاربت على الانتهاء بدأ بعض الجنود بإطلاق النار على المتظاهرين، فأصابوا ثلاثة رجال منهم بجروح متوسطة. علماً أن إطلاق النار استمر لحوالي 10 دقائق، في حين وصل عدد أفراد الشرطة الحاضرين نحو 200 كانوا منتشرين في المكان. وقال متحدث باسم وزارة الداخلية السعودية إن قوات الشرطة أطلقت النار في الهواء بعد أن تعرضت لهجوم مما أسفر عن جرح ثلاثة بينهم شرطي.

## يوم 11 مارس جمعة الغضب
أعلنت صفحة ائتلاف الشباب الأحرار على موقع الفيسبوك عن الأماكن المحددة للتظاهر والاحتجاج في أكثر من 13 منطقة في السعودية ومنها ميدان البيعة بمدينة جدة وساحة ديوان المظالم بالعاصمة الرياض. وكانت قوى وزارة الداخلية السعودية بكافة قطاعاتها من شرطة وقوات مكافحة الشغب السعودية وقوات الطوارئ السعودية والمباحث العامة السعودية إستنفرت أفرادها قبل اليوم المحدد بأسابيع وفي يوم 11 مارس إنتشر عشرات الآلاف من قوات الأمن في الأماكن المحددة للتظاهر وشكلوا نقاط تفتيش متعددة وانتشرت المدرعات ودوريات الأمن في الشوارع وحلقت طائرات مروحية (هيلكوبتر) حول الأماكن المحددة، في حشد أمني غير مسبوق.
و في الرياض على الرغم من انتشار قوات الشرطة بشكل مكثف وجابت المروحيات سماء الرياض وأقيمت نقاط تفتيش على الطرق المؤيدة إلى الأماكن المحددة للتظاهر وفيها إلى أن الناشط خالد الجهني استطاع الوصول للمكان المحدد للتظاهر وزعم خالد في لقاء مع وسائل إعلام دولية وعربية في الساحة المحددة للاحتجاج أنه مر مرتين بجوار فريق تلفزيون بي بي سي العربية فهدده رجال الشرطة بالسجن إذا مر مرة ثالثة لكنه عاد وقال في حديثه إلى الفريق «نحتاج للديمقراطية. نحتاج للحرية.» وانتقد ما أسماه غياب حرية الصحافة في السعودية وعزى ذلك بأنها ملكية. كما زعم أن المواطن في السعودية بحاجة إلى علاقة بأحد أمراء أسرة آل سعود المالكة ليقضي احتياجته وقال في نهاية حديثه أنه متأكد أنه سيعتقل قبل أن يتمكن من الوصول إلى منزله وطلب من الصحفيين أن يزوروه في سجن الحائر أو سجن عليشة. وخرجت مظاهرة أخرى بالعاصمة في مسجد الراجحي في الجمعة التالية على التوالي، قبل أن تتهاطل أمطار غزيرة على العاصمة في المساء واعتقل 5 أشخاص آخرين بشبهة التظاهر في العاصمة وهم خالد الجهني ونمر عايد الشمري وثامر نواف العنزي وبندر محمد العتيبي وأحمد العبد العزيز. وفي جدة انتشرت مروحيات الأمن وهي تحلق فوق ميدان البيعة وقام المئات من رجال الأمن بتطويق الميدان واعتقل شخصين على الأقل في القصيم والمدينة المنورة
و في المنطقة الشرقية من المملكة العربية السعودية كانت المظاهرات أكثر كثافة ومنها الأحساء حيث هاجمت قوات مكافحة الشغب وعناصر الشرطة متظاهرين في الأحساء وطاردتهم في الشوارع والأزقة واعتقلت عدداً منهم. حيث خرجت مسيرات في الهفوف في محافظة الأحساء من أمام مسجد أئمة البقيع التي شارك فيها المئات وسط انتشار أمني وتحليق مروحيات في سماء الأحساء. وجرح متظاهر واعتقل 14 شخص بينهم أحد رجال الدين وهو علي الوايل وقامت السلطات السعودية بفرض حظر تجول في المنطقة.
و في محافظة القطيف انتشرت قوات مكافحة الشغب وسط مدينة القطيف كما حلقت مروحية في سماء المنطقة. وشهدت المنطقة احتجاجات بالمئات في مدينة القطيف ومدينة صفوى وبلدة العوامية وبلدة أم الحمام.
لكن الاحتجاجات لم تنجح بالشكل اللذي كان مخطط له من قبل الداعين لها لذالك قامت بعض الصفحات بالإعلان عن مظاهرة في يوم الثلاثاء 15 مارس أطلقوا عليها اسم «ثلاثاء العزيمة» وأعلنوا عن جمعة تظاهر أخرى في يوم 18 مارس أطلقوا عليها اسم «جمعة 18 مارس» لكن لم يستجيب لهذه الدعوات للتظاهر في 15 مارس و 18 مارس سوى بعض الأفراد في مدن شرق السعودية ذات الكثافة الشيعية.

## ردود فعل الحكومة السعودية
في يوم 6 مارس أصدرت وزارة الداخلية السعودية بيانا يكرر التأكيد على منع التظاهر ثم أصدرت هيئة كبار العلماء السعودية في 7 مارس فتوى تحرم المظاهرات «والأساليب التي تثير الفتن وتفرق الجماعة» وفي 9 مارس بمؤتمر صحفي عقد بمقر فرع وزارة الخارجية السعودية في منطقة مكة المكرمة قال وزير الخارجية السعودي الأمير سعود الفيصل أن الحوار لا الاحتجاجات هو أفضل سبيل من أجل التغيير في المملكة العربية السعودية. وذكر أن «أفضل وسيلة للوصول لما يريده المواطن هو طريق الحوار»، وحذر من أي تدخل أجنبي في الشؤون الداخلية للسعودية. وتابع أن «التغيير يتحقق من خلال مواطني المملكة وليس من خلال أصابع أجنبية لا تحتاجها السعودية»، مؤكدا «سنقطع أي أصبع يمتد إلى المملكة». وفي يوم 11 مارس تحدث أغلب خطباء صلاة الجمعة عن خطر المظاهرات وحرمتها في ما يبدو بأنه تعميم من قبل وزارة الشؤون الإسلامية وفي 13 مارس بعد يومين من ما أطلق عليه يوم الغضب السعودي وفشل الاحتجاجات قال وزير الداخلية السعودي الأمير نايف بن عبد العزيز إن «شعب السعودية الوفي أحبط مخطط بعض الأشرار لتنظيم احتجاجات يوم الجمعة الماضي». وقال الوزير أن من وصفهم بالأشرار أرادوا أن يجعلوا من السعودية مكانا للفوضى والمسيرات الخالية من الأهداف السامية.

## قرارات وكلمة الملك في 18 مارس
توعد الملك عبد الله بن عبد العزيز اليوم بضرب كل من يحاول زعزعة استقرار المملكة، وأعلن في الوقت نفسه عن حزمة من الإجراءات الحكومية تشمل مكافحة الفساد، ومخصصات مالية بمليارات الدولارت لرفع الأجور، وتوفير آلاف الوظائف، وبناء نصف مليون وحدة سكنية للعاطلين والموظفين والطلاب، ثم تلا ذلك إجازة رسمية يوم السبت للطلاب والموظفين الحكوميين، وخرج مئات المواطنين في العاصمة الرياض للاحتفال بالقرارات الملكية وهم يرفعون العلم السعودي وصور الملك عبد الله.
أيها الشعب الكريم السلام عليكم ورحمة الله وبركاته، 
كم أنا فخور بكم والمفردات والمعاني تعجز عن وصفكم، أقول ذلك ليشهد التاريخ وتكتب الأقلام وتحفظ الذاكرة الوطنية بأنكم بعد الله صمام الأمان لوحدة هذا الوطن وأنكم صفعتم الباطل بالحق والخيانة بالولاء وبصلابة إرادتكم المؤمنة.
أيها الشعب الكريم، اسمحوا لي أن أخاطب العلماء، في هيئة كبار العلماء أو خارجها، الذين وقفوا ديانة للرب عز وجل وجعلوا كلمة الله هي العليا في مواجهة صوت الفرقة ودعاة الفتنة، ولا أنسى مفكري الامة وكتابها الذين كانوا سهاماً في نحور أعداء الدين والوطن والأمة، وبكل إعتزاز أقول للجميع ولكم -مواطن ومواطنة- أن أي أمة ترفع كلمة الحق لاخوف عليها، وأنتم في قلبها، الأمناء على الدين وأمن واستقرار هذا الوطن.
أيها الرجال البواسل في كافة القطاعات العسكرية، وأخص بالذكر أخوانكم رجال الأمن في وزارة الداخلية، وأنكم درع هذا الوطن واليد الضاربة لكل من تُسول له نفسه المساس بأمنه واستقراره، وبارك الله فيكم وبكل ماتقومون به.
أيها الشعب الكريم يعلم الله أنكم في قلبي، أحملكم دائماً وأستمد العزم والعون والقوة من الله ثم منكم.
والسلام عليكم ورحمة وبركاته.
ولا تنسوني من دعائكم.

## ردود الفعل الدولية
- الولايات المتحدة في يوم 8 مارس من عام 2011 : قال جي كراولي المتحدث باسم وزارة الخارجية الأمريكية للصحفيين "تدعم الولايات المتحدة مجموعة من الحقوق العامة بما في ذلك الحق في التجمع السلمي وحرية التعبير وأضاف "يجب احترام تلك الحقوق في كل مكان بما في ذلك المملكة العربية السعودية." [13]

## ارتفاع أسعار النفط وانخفاض في سوق الأسهم السعودي
في أواخر شهر فبراير وبدايات شهر مارس ارتفعت أسعار النفط في الأسواق العالمية بنسبة 2% على خلفية مخاوف من انتشار الاضطرابات التي حصلت في بعض مناطق الشرق الأوسط وشمال أفريقيا إلى المملكة العربية السعودية التي تحتل المركز الأول في إنتاج النفط الخام وتصديره. فقد ارتفع سعر نفط برنت الإثنين إلى 114.50 دولارا للبرميل قبل أن يستقر السعر، في حين بلغ سعر النفط الخام الخفيف الأميركي 99.50 دوارا للبرميل. وفي صعيد آخر انخفضت سوق الأسهم السعودي بنسبة 5% بعد دعوات للاحتجاج والمظاهرات وتوجيه 120 شخصية سعودية من مختلف التوجهات والميادين خطابا للملك طالبوا فيه بإجراء إصلاحات سياسية. يذكر أن مؤشر التداول لأسعار الأسهم قد انخفض بمعدل 10%، وهو أدنى معدل له بالمقارنة بأغسطس وسبتمبر من عام 2010، ما دعا بعض المستثمرين السعوديين إلى حض الحكومة على التدخل لاستقرار السوق، أو حتى إغلاقها.

## الإعلام الداخلي والخارجي
قامت بعض الجهات الإعلامية السعودية مثل جريدة الرياض بربط الدعوة ليوم غضب واحتجاجات بجهات خارجية مثل إيران وشخصيات من حزب الدعوة الحاكم في العراق، أما على المستوى العربي تجاهلت قناة العربية الأحداث وأما قناة الجزيرة فقامت بتغطيتها بطريقة مقتضبة وهامشية، بينما كانت وسائل الإعلام الأجنبية الناطقة باللغة العربية مثل بي بي سي عربي الأكثر تغطية وقامت بي بي سي بعرض فيلم وثائقي عن الأحداث حمل عنوان السعودية: الشعب يريد.... أعدته مراسلتها شيماء خليل.